# Aero 50
L'Aero 50 était une voiture produite par le constructeur automobile tchécoslovaque Aero de 1936 à 1941,.

Elle fut la deuxième voiture à traction avant après l'Aero 30 et elle atteignait les 125 km/h. Le modèle a été produit en 1200 modèle avec une variante plus moderne, l'Aero 50 Dynamik, produite en seulement 5 exemplaires. 

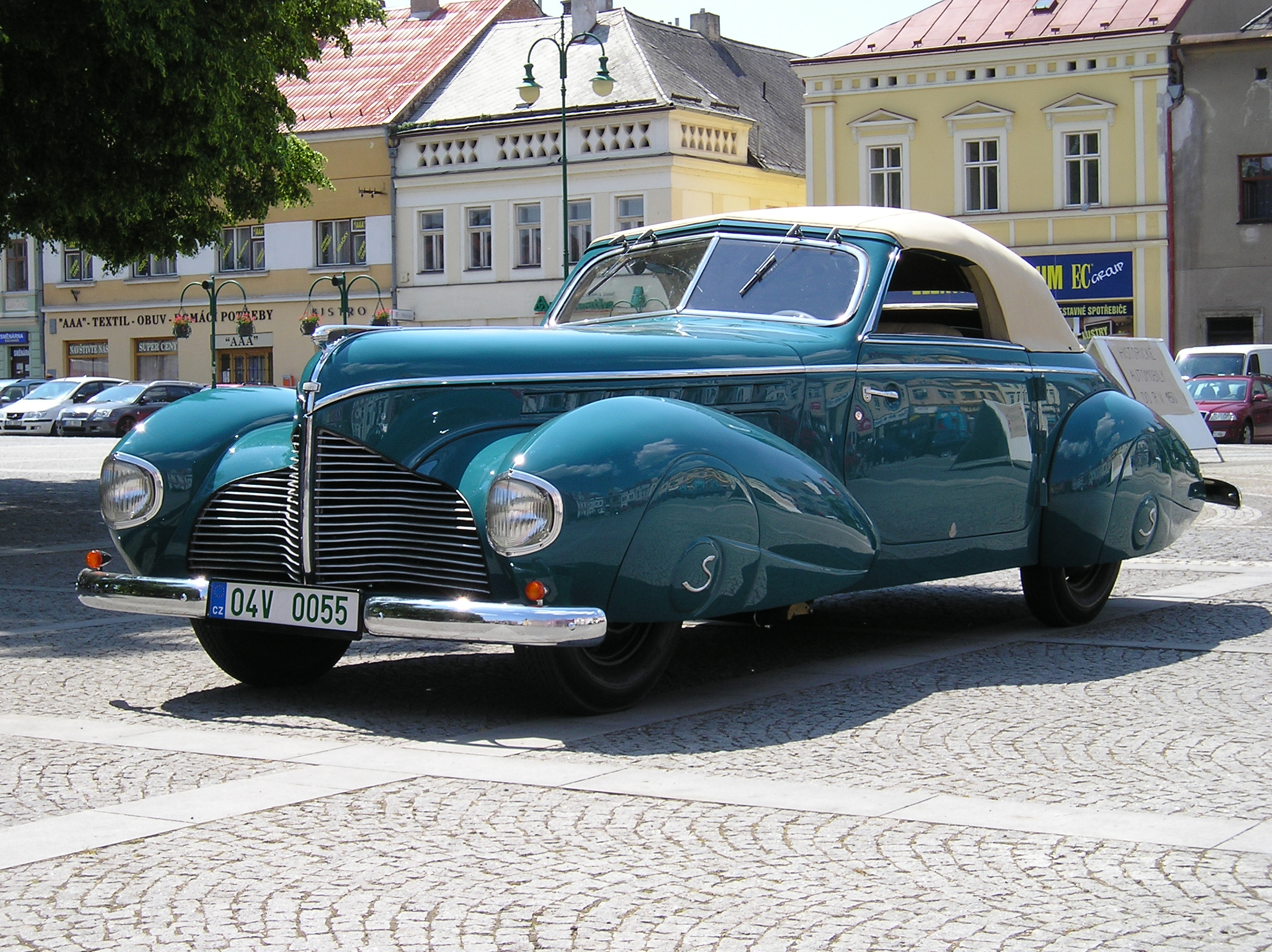
Vue avant de l'Aero 50 Dynamik.
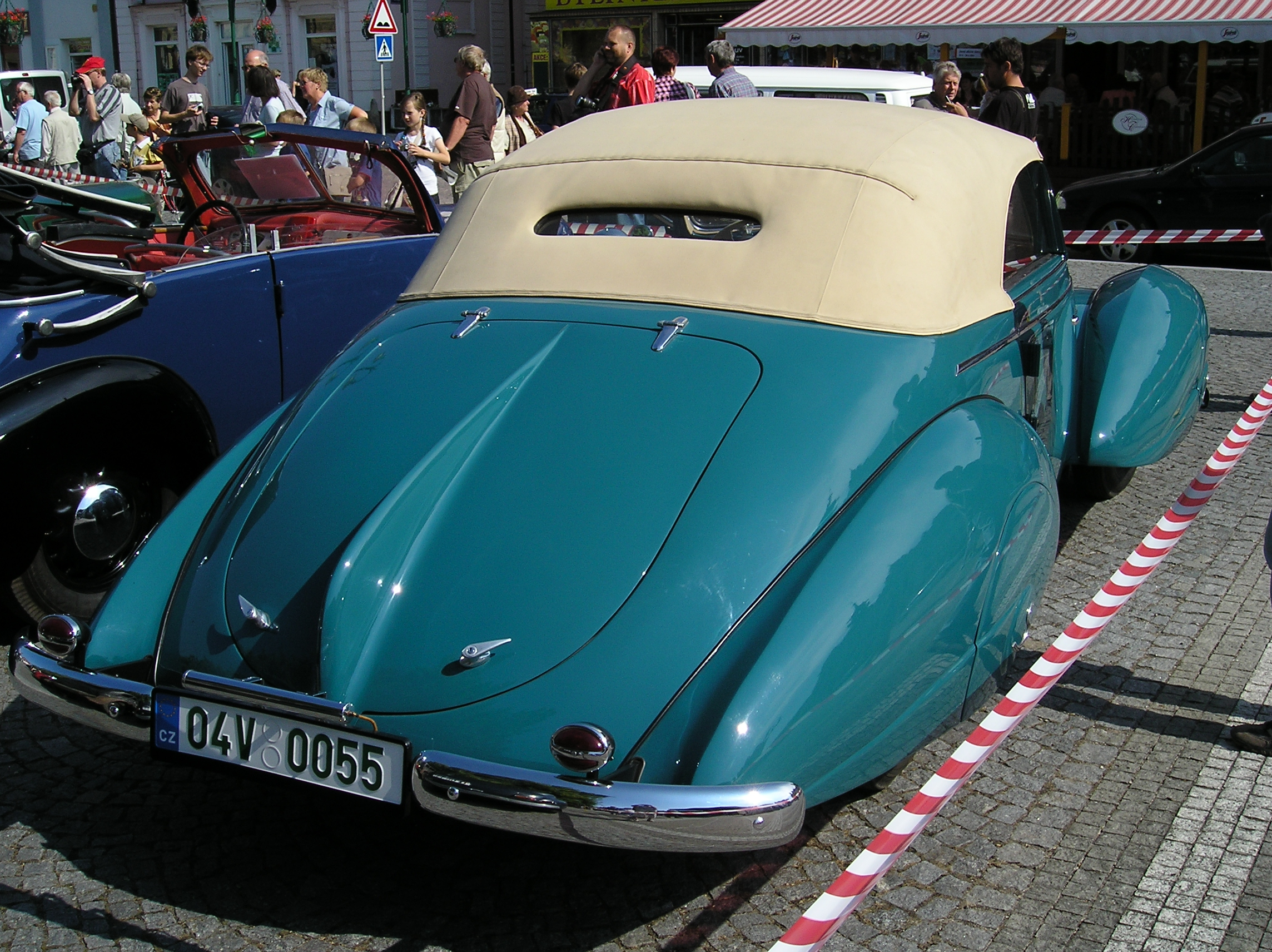
Vue arrière.